# 松本亨の株式必勝学II
『松本亨の株式必勝学PART II』（まつもととおるのかぶしきひっしょうがくパートツー）は、イマジニアから1989年3月31日にファミリーコンピュータ向けに発売されたゲームソフトで、株式シミュレーションゲーム。前作『松本亨の株式必勝学』（1988年）の続編にあたる。
キャラクターデザインは前作と同じ山科けいすけ。作者の漫画『かっとびハート』（1985年）からのキャラクターを一部流用している。

## 概要
前作で経済評論家の松本亨に弟子入りを志願し、松本の課した条件である「資本金100万円を1年間で1億円にすること」を果たして見事弟子入りした主人公は、今度は松本から「資本金400万円を2年間で70億円、レベル70の『エキスパートクラス』になること」を求められる。
前作で主人公は恋人と結婚し妻をめとるイベントがあったが、今回はスタート時に妻と6歳の子供（グラフィックは6歳とは思えぬ老け顔）がいる。主人公、妻、子供の名前と誕生日はスタート時に入力できる。
後述の通り愛人関係や覚醒剤の使用など、現在の家庭用ゲームソフトでは到底採用されないような過激な設定が含まれているのも特徴である。
バッテリーバックアップ機構を備えており、またゲーム内で1日が終わるとオートセーブされる。規定の終了動作を経ずにリセットすると手持ち資金が半額になるペナルティが発生する。これにより資金の損失やデメリットなイベントを回避する目的でむやみにリセットできないようになっている。

## ゲーム内容

### 株取引
株の銘柄は前作より50増えた150銘柄。ゲーム発売当時の東証一部・二部上場企業がそのまま使われている。
信用取引の決済がいつでも可能となり、建て玉をその日に決済することもできる。また前作で時間のかかった現金計算も一瞬で終わるため、デイトレーダーのように1日で複数回の取引をこなして利益を出すことも可能になった。
取引成立時に資金が足りないとペナルティとなり、ブラックリストに載ってしまう。これを3回行うと信用失墜で取引停止となりゲームオーバー。取引を中止したり不成立になるとパラメータが下がる。
信用取り引きには期限がある。期限が迫ると電話で予告される。
出来高によってレベルが上がる。
チャートコマンドで1回につき1社、1日2社までのチャートを見る事が出来る。アイテム「チャートめがね」を使えば1日中無制限に見られる。
売買成立時に手数料と取引税(約1.4% 売却時のみ)が掛かる。
信用取引の出来る金額はレベル1～4が約1.4倍、レベル5～9が2倍、レベル10が3.3倍になる。

### 銀行、証券会社
銀行では定期預金、ドル預金、借り入れが出来る。借り入れる際は担保に不動産などを指定する。借り入れた資金を預金する事も可能。
定期預金は満期で払い戻される。借金は期限内に払い戻さないと満期時に予告無く強制的に呼び出される。その時点で資金が足りないと担保は即没収となる。不動産を担保にして没収された場合、愛人が住んでいても出て行ってしまう。
証券会社では中期国債ファンドと投資信託が取り扱える。（当然、本ゲームの中で元本割れを起こすことは無い。）中国ファンドは証券化、現金化が簡単にできるため、特に泥棒対策などで、銀行に比べて有利に行いやすい。

### 不動産
ある程度資金がたまると不動産を購入できるようになる。購入した家に引っ越すことも出来るし、2軒目以降の家に愛人を住まわせることも出来る（後述）。ただし2軒目以降の家を買うと、頻繁に火事イベントが発生するようになる。所有できる家は3軒まで。マップ上にある保険会社で火災保険をかける事が出来る。
最初主人公は鷺宮のマンションに住んでいる。マンションは他に多摩センター、浦安、錦糸町、日吉、一戸建ては成城、白金台が購入できる。
不動産は購入時の価格とは別に、その評価額でクリア時に資産判定される。また売却しようと思っても、不動産屋を介して買い手が現れるまで待つという設定のため、すぐには売れない。評価額とは別に売却価格を設定することができ、運が良ければ評価額より高い価格を設定しても売却できる事もある。前作とは異なり、極端に高い価格は設定できない。

### 情報収集
？マークのアイコンを選ぶと色々な情報が得られる。これらの情報は時々画面に表示され、見終わると画面から消える。「まつもと」や「占い師」など、たまにしか見られないものもある。
新聞
政治経済の動きを知ることが出来る。
業界紙
一見スポーツ新聞風だが、一般新聞には無い情報が載っていることもある。
グループ
テーマ別営業度がグラフで表示される。
業界
業種別営業度がグラフで表示される。
OL
証券会社のOL。一定条件が整うと、あるいは投資信託などの勧めに承諾するとキャンペーンと称してプレゼントをもらえる。
ベテラン
ダウ平均株価予想を教えてくれる。
若手
1ヶ月の値上がりベスト10または値下がりワースト10を教えてくれる。
友人
業界の噂を聞きつけてくる。
たまに「レイコ」というブス女が現れ、キスや頬ずりを求めてくる。上手く逃げないと、運（DP）やバイオリズム（BR）を消費してしまう。
アナリスト
円レート予想を教えてくれる。
占い師
占いによる情報を教えてくれる。料金を支払わないと後で災難ハプニングが起きる。
まつもと
松本亨が登場し、何の株がどれくらいまで上がるなど信頼度の高い情報を教えてくれる。
松本の情報が一番信頼度が高いが、100％正確とは限らない。松本が留守の場合もあるが、アイテム（ぎんのとおる、きんのとおる）を使えば確実に会える。昼休み前に松本のところへ行くと、お昼ご飯をおごらされるイベントが発生し、拒否するとしばらく会ってくれない。

### システム手帳
現在のパラメータ、持ち株、銀行残高や有価証券、不動産（愛人の表示も含む）、アイテムなどを確認できる。
「ジャンプ」ではお気に入りの株を、所有するかしないかに拘らず登録しておき、表示する事が出来る。現在の用語で言うところのブックマークのようなもの。

### パラメータ
体力（HP）、家庭力（LP）、知力（IP）、運（DP）のパラメータがあり、それぞれが一つでも0になると即ゲームオーバー。マネーゲームだけでなく、これらのパラメータにも常に気を配る必要がある。レベルが上がるとこれらのパラメータの最大値も増える。
パラメータの増減は、株価画面の下にあるバイオリズム（BR）によって影響される。
体力（HP）
1日経過するごとに1ポイント減少する。街を歩くと32歩ごとに減少する。
家庭力（LP）
株取引をすると、取引の成立・不成立に拘らず、現物で5ポイント、信用取引で10ポイント減少する。
知力（IP）
情報を見ると1ポイント減少する。
運（DP）
ダウ平均価格が下落すると減少する。
妻の「きげん」、子供の「よいこ」パラメータ(最大値は255)については後述。
参照、

### 家庭
家庭に帰って家族サービスすることも本ゲームでは重要な位置を占める。妻および子供を相手に会話をし、相手のパラメータを調節する。アイテムコマンドからアイテムを渡すことも出来る。
妻
「きげん」のパラメータがある。ヒステリーなどで低くなり、最低になると実家へ帰ってしまう。
子供
「よいこ」のパラメータがある。最低になると家出してしまう。
「なぐる」などの選択肢もあるが、場合によっては功を奏して相手が乗り気になりパラメータを上げる事もあるし、運が悪いと逆にパラメータを下げてしまうこともある。本人パラメータの消費量や妻子パラメータの増減量はバイオリズムに左右される。
なぐる
HPを消費して妻子パラメータを回復させる。
ささやく
LPを消費して妻子パラメータを回復させる。
せっとく
IPを消費して妻子パラメータを回復させる。
息子には通用しない。
へつらう
DPを消費して妻子パラメータを回復させる。
よぶ
妻と子を交替させる。
つれだす
妻あるいは子を街に連れ出す。
妻がヒステリーを起こすイベントがあった直後には妻は寝込んでいるなど、家族の状態を確認できる。場合によっては街へ連れ出し、病院や遊園地などへ連れて行くためにも重要なコマンドである。
毎月25日には家計の決済が行われる。給与と支出の差額が収入になる。クレジットカードや保険もこの日に引き落とされる。この時に現金が足りないと、支払いが1週間延長されるので、その間に資金を調達しなければならない。1週間後も現金が足りないままだと不渡りとなり、即ゲームオーバー。

### ハプニング
画面上に！マークがあり、これが点滅するとハプニング（イベント）が起こる。マークが点滅していてもハプニングを起こす前に行動することは自由に出来るが（泥棒を予測してあらかじめ資金を銀行へ預けておくなど）、1日の終わりには必ずそのハプニングが起きる。

#### ラッキーなハプニング
宝くじ
レベルによって当たる金額が増える。最高1000万円。
遺産相続
主人公および妻の祖父が死去し遺産相続(500万円)。最高2回発生する。
誕生日
自分の誕生日には必ず発生し、プレゼントとして「チャートめがね」または「きんのとおる」のアイテムをもらえる。（妻と子の誕生日には特にイベントはないが、その日に特別なアイテムを渡すとそれぞれきげん、よいこ度が最大になる。）
ボーナス
会社から電話で呼び出され、会社へ行くと臨時ボーナスがもらえる。会社をクビになった場合は発生しない。

#### アンラッキーなハプニング
泥棒
現金を丸ごと持っていく。ハプニング発生前に銀行へ預金しておくか中国ファンドなど有価証券化しておく事で被害を最小限に食い止められる。またアイテム「まよけのふだ」で回避できる。
托鉢坊主
アイテムを一つ持っていく。「まよけのふだ」は効かず、はがれ落ちてしまう上にアイテムも持っていかれる。持って行かれるアイテムは、システム手帳のアイテム欄で表示される一番右下のもの。
火事
不動産が火事になる。2軒目以降の家を購入すると頻繁に発生。火災保険をかけておくと数日後に保険が下りる。
クビ
インサイダー取引の疑いをかけられて、会社をクビになってしまう。このハプニングが発生すると主人公は無職となり、以後給料がもらえず資金を増やすには株で稼ぐしかなくなる。
倒産
会社が倒産してしまう。以後は上と同じ。

#### 妻と子に起こるハプニング
ヒステリー
妻に発生。突然怒りだし寝込んでしまう。病院に連れて行く必要は無い。
風邪
自分および妻と子に発生。「風邪を引いた」と訴える。この場合、街の病院へ行く必要があり、行かないとHPがどんどん下がってしまう。妻と子の場合は連れ出して病院へ行く必要がある。
交通事故
妻または子が事故にあったという電話を受け取る。鷺宮の病院に入院する。入院している間はきげん、よいこパラメータが下がる。マップ上で見舞いに行くと退院が3日早まる。退院すると請求書が来る。医療保険をかけておくと数日後に保険が降り、入院料が補填される。
家出
妻や子のパラメータが低くなると家出してしまう。街にある自分や妻の実家へ迎えに行く必要がある。
離婚
妻のパラメータが最低になると成城の実家に里帰りしてしまう。放置していると離婚されてしまう。

### 街
街は鷺宮、多摩センター、浦安、錦糸町、日吉、成城、白金台、新宿がある。新宿のみ不動産物件が無い。交通費は1000円。妻や子供を連れて行く場合、妻は1000円、子供は500円の交通費が加算される。
3Dマップで表示される。購入した不動産へ行ったり、通常コマンドでは現れない特殊な店やジムなどに行ける。家族を連れて行くことも出来、病院や遊園地へ行ける。またアイテムを拾うことも出来る。
街の壁にトンネル状の入り口がある。中は入ってみないとわからないが、店舗であったり、不動産であったりする。
アイテムを手に1つとカバンの中に3つ、合計4つ所持できる。手に持ったアイテムはトンネルをくぐって現れた人に無条件に渡す。うまく愛人候補などにプレゼントを渡せる時もあるが、場所を間違ったり運が悪いと他人に渡してしまうことになる。
街を歩くときには少しずつ体力が減少するので注意が必要である。街での支払い時に現金が不足しても、とりあえずカードで払うことが出来る。決済は毎月25日に行われる。
マップのスタート地点が「駅」、またマップの或る地点が「バス停」になっており、そこから街を抜けることが出来る。自宅がある場合、直接帰宅してマップを終了できる。
街から抜けると、1日が終了する。街にいる間は時間が経過しないので、なるべく株取引などを終了させた後に街に出かけると良い。
現れる人物の一部は夏服と冬服がある。

#### 店舗など
おばばのみせ
様々なアイテムを売っている。
1回1万円でアイテムの使い方を教えてくれるおばば（錦糸町）もいるが、レアなアイテムの使い方は「わしにもわからんのじゃ」と言って教えてくれない。
よそのうち
入っても何も起きない。
ひったくりのうち
明らかにヤクザ風の家でBGMもそれっぽい演歌風。アイテムを持っていると鞄の中のものを皆取り上げられてしまう。身につけたアイテムは取られない。いぬのふんを手に持っていると鞄の中身は取り上げられずにすむ。
保険会社
多摩センターと錦糸町にある。火災保険、医療保険がかけられる。毎月25日に引き落とされる。
病院
体力（HP）が少し回復する。回復率はバイオリズムによる。以下同じ。
自分や家族が病気になったときに連れてくる。病気になった時には診察を受けないと回復せず、毎日HPが少しずつ減っていく。
家族が交通事故にあった時は入院しているので見舞いに行く。
遊園地
家族を連れてくると喜ぶ。家庭力（LP）が少し回復する。
カジノ
運（DP）パラメータを回復する。賭けで資金が増えるわけではなく、「負けた分」としていくらかの料金を支払う。
ジム
日吉にある。体力（HP）パラメータを最大値まで回復する。ただし病気が回復するわけではない。
禅寺
日吉にある。知力（IP）パラメータを最大値まで回復する。
たんばのやかた
白金台にある。運（DP）パラメータを最大値まで回復する。丹波哲郎そっくりの顔の人がヨガのポーズで瞑想している。
家庭裁判所
成城にある。通常時に来ると家庭力（LP）パラメータを最大値まで回復する。
離婚訴訟専門の弁護士事務所
多摩センターにある。離婚したらここへ駆け込む。
とつかスクール
浦安にある。息子がグレた場合ここに連れてくると、息子は嫌がるものの良い子度が100％回復する。モデルは戸塚ヨットスクール。
会社
主人公の会社（会社）。秘書室に美人秘書（愛人候補）がいるが、運が悪いとブスが出てくる。社長室で社長に会う事も出来る。
図書館
知力（IP）が少し回復する。
白金台の図書館には美人女子大生（愛人候補）が時々いるが、運が悪いとブスが出てくる。その他の街にはブスばかりいる。
小学校
息子の小学校。美人教師（愛人候補）が時々いるが、運が悪いと男性教師が応対する。男性教師はプレゼントを拒否して受け取らないため、美人教師が出てくるまで出入りすれば確実に美人教師にプレゼントを渡せる。そのためブスがプレゼントを持ち去ってしまう秘書と女子大生に比べ、美人教師は愛人にしやすい。
不動産
不動産屋で購入する物件。中に入るかどうかを聞かれるが、購入していなければ当然中に入れない。家族が住んでいる場合、家に帰ることになり街モードは終了する。家族の住んでいない物件は中を見るだけだが、愛人を住まわせることが出来る。
実家
自分（錦糸町）と妻（成城）の実家がそれぞれある。妻の離婚や息子の家出の場合はここに来ている。平常時に来るとお小遣いをもらえる。
宝石店
「ほうせき」を買える。

### アイテム
アイテムは街で買ったり拾ったり、OLや家族からもらったりする。街中で使うことは出来ず、通常時にアイテムコマンドを呼び出して使用する。
アイテムは「身につける（手持ち）」に1つ、鞄の中に3つ入れて街中を持ち歩ける。残りは机の中にしまっておくことが出来る。手に持つのと机の中にしまうのを交互に行うことで、システム手帳に表示される机の中の順序を変える事が出来る（托鉢坊主の対策に有効）。「あげる」で家族にあげられるほか、身につけて街中のトンネルに入るとその先にいた人物にプレゼントする。
にんにく
体力（HP）が回復する。回復の度合いはバイオリズムによる。以下同じ。
ねこのて
家庭力（LP）が回復する。白金台の女子大生にあげると嫌われる。
エルエスデイ
知力（IP）が回復する。覚醒剤の一種LSDだが、ルーレットなど証券会社のキャンペーンでも普通にもらえる。鷺宮の美人先生にあげると嫌われる。
ざんげのふだ
運（DP）が回復する。
まよけのふだ
使っておくと泥棒が入ってきても現金を盗まれずに済む。効力は1枚1回まで。托鉢坊主には通用せずはがれてしまう。
バイオのちから
使うとバイオリズムが最大になる。
めんざいふ
取引時の現金不足などでブラックリストに載ってしまっても、この免罪符を使えばブラックリストから外してもらえる。
ひでんのしょ
攻略のヒントが書いてある。株の指南であったり、愛人に関するヒントの事もある。
一度購入した場所の秘伝の書は、次からは売り切れになってしまう。うっかり他人に渡してしまったり托鉢坊主に持っていかれても、再び手に入れることは出来ない。
ちからのたね
使うと街で歩いてもHPが減らない。1日限り有効。
えっちなほん
息子に渡すとよいこどが最大になる。本人が使っても特に効果はない。社長に売る事も出来る。
つまへのおもい
妻のきげんが0になると成城の実家に里帰りする。これを持って毎日通うと、家に戻ってくる。
離婚訴訟の際にはこれを持って弁護士を訪ねると、慰謝料が減額になる。
こへのおもい
子供のよいこ度が0になると浦安の実家に家出する。これを持って毎日通うと、家に戻ってくる。
ぎんのとおる
松本亨に会いアドヴァイスをもらえる。たまに一般論だけで終わってしまう事もある。
きんのとおる
松本亨に会いアドヴァイスをもらえる。こちらは確実に銘柄情報を聞ける。15回使うと売り切れとなる。
ライブチケット
小学校の先生に4回以上プレゼントすると愛人になってくれる。
ほうせき
妻にプレゼントすると、きげんが最大になる。図書館の女子大生に4回以上プレゼントすると愛人になってくれる。
ティッシュ
証券会社のキャンペーンでもらえる。（効果不明）
ボールペン
証券会社のキャンペーンでもらえる。（効果不明）
カレンダー
証券会社のキャンペーンでもらえる。（効果不明）
ちょきんばこ
銀行からもらえるレアアイテム。社長秘書にプレゼントすると愛人になってくれる。
チャートめがね
通常チャートを見られるのは1日2回までだが、このアイテムを使うと1日中無制限に見ることが出来る。
のぞきめがね
情報コマンドで見られる情報が全て表示される。息子の誕生日に渡すと、よいこ度が最大になる。5回使うと売り切れとなる。
ダイヤのゆびわ
妻の誕生日に渡すと、きげんが最大になる。宝石と違って誕生日にしか効果がない。愛人からもおねだりされる。
しゃねるスーツ
たまに愛人からおねだりされる高額アイテム。使っても特に効果はない。
ベンツのキー
たまに愛人からおねだりされる高額アイテム。使っても特に効果はない。
ボストンバッグ
息子の誕生日にプレゼントすると、よいこ度が最大になる。愛人からもおねだりされる。
いぬのふん
街で拾うことが出来る。手に持った状態でひったくりのうちに入ると、鞄の中身を取られずにすむ。
ふっかつのたま
いずれかのパラメータが0になると、持っているだけでゲームオーバーを逃れることができる。

### 愛人
時々現れる美人にプレゼントを渡し、心を射止めた女性は愛人にすることが出来る。さらに購入した2軒目以降の不動産に愛人を囲っておける。愛人の住んでいる物件を訪ねると、パラメータが回復する。
愛人候補として
- 息子の小学校の先生（みかこ HP, LPが回復。お小遣いは月50万円）
- 図書館の美人女子大生（くみこ IP, DPが回復。お小遣いは月50万円）
- 会社の社長秘書（ひでみ パラメータ全てが回復する。お小遣いは月100万円）

がいる。それぞれに見合ったアイテムを渡せば喜ぶ。2軒目以降の不動産を持っている状態で繰り返しプレゼントすると、愛人になってくれる。逆に嫌いなアイテムを渡すと嫌われる。
愛人にはこづかいを毎月支払わなければならない。また時々高価なアイテムをおねだりされる事もある。
愛人を囲ったマンションに家族を連れて行くと、他人を装って知らんぷりされる。
秘書を愛人にする前にクビや倒産になった場合は、秘書に会えなくなるので愛人に出来なくなる。
愛人の住んでいる物件も火事に遭うことがある。その場合、愛人は焼け出されて出ていってしまう。

### エンディング
2年間が過ぎ1990年3月31日を迎えるとエンディングとなる。この日はハプニングマークが点滅し、ハプニングコマンドを実行すると残り時間があってもその時点でエンディングに移行する。
資産合計は現金、銀行預金、持ち株（現物のみ。信用取引は資産合計にカウントされない）、ファンドおよび投資信託、不動産評価額の合計で判断される。
エンディングは資産合計とレベルにより『ビギナークラス』『アドバンスクラス』『プロクラス』『エキスパートクラス』の4つに分類される。

### 暗号
一度エンディングを迎えると、ゲーム開始画面に「暗号」が追加される。当時の日刊ゲンダイ紙上の松本亨の連載記事に暗号が掲載されていた。ゲーム開始画面でその暗号を打ち込むと、実際の株価情報を聞くことが出来た。

## 音楽
春がメンデルスゾーンの「無言歌集第5巻 イ長調『春の歌』」（ただしゲーム内ではト長調にアレンジ）、秋がバッハの「平均律クラヴィーア曲集第1巻」第10番ホ短調フーガ（2小節目の最後のAにシャープを付け忘れている）。夏と冬はオリジナル曲。アンラッキーなハプニングでは、ベートーヴェンの交響曲第5番「運命」が使われている。エンディング前の結果発表シーンでは、ヘンデルの『ユダス・マカベウス』より『見よ、勇者は帰りぬ』が使われている。
音楽は澤和雄が担当しており、エンディングテーマには『ダウンタウン熱血物語』（1989年）シリーズを彷彿とさせる一節が聞かれる。

## 評価
- ゲーム誌『ファミコン通信』の「クロスレビュー」では、6・8・7・7の合計28点（満40点）となっており[4][2]、レビュアーの意見としては、「ほかのシミュレーションゲームと比較しても、決して見劣りしないインターフェイスだと思う」などと評されている[4]。

- ゲーム誌『ファミリーコンピュータMagazine』の読者投票による「ゲーム通信簿」での評価は以下の通りとなっており、19.12点（満30点）となっている[1]。

| 項目 | キャラクタ | 音楽 | 操作性 | 熱中度 | お買得度 | オリジナリティ | 総合  |
| 得点 | 3.53       | 3.00 | 3.10   | 3.35   | 2.60     | 3.54           | 19.12 |

- ゲーム誌『CONTINUE』では、「株の取引がメインとなるのは前作と同じだが、主人公のプレイベート面でストレンジな掘り下げ方をしている」と評している[3]。

- 元チェッカーズの武内享は本作を絶賛しており、「これは名作ですよ。要するに株で儲けるシミュレーションなんだけど、株のことばっかりやって家庭をないがしろにするとHPが下がってきて、家に帰るとカミさんが怒ってるわけ。そこの会話で変なの選ぶと、向こうの機嫌がどんどん落ちて家出とかしちゃうのよ。そしたら街に出かけて指輪買って渡したりとかしないと機嫌が直らないからね。（中略）バカゲーとか微妙なゲームが好きなんですよ」と語っている[5]。